# Chris Beath
Christopher James Beath (Sydney, 17 novembre 1984) è un arbitro di calcio australiano.

## Carriera
In ambito nazionale, raggiunge la massima serie nel 2005, facendo in questo anno il suo esordio in una gara di A-League. Sei anni dopo, nel 2011, viene nominato arbitro internazionale.
Nel 2015 è coinvolto in un programma di scambio, arbitrando in J1 League. Il 4 aprile 2017, è nominato come uno dei primi arbitri VAR quando la A-League diviene il primo campionato al mondo ad introdurre la nuova tecnologia.
Nel 2018 viene selezionato come uno degli arbitri del campionato asiatico Under-23 in Cina, dirigendo il match inaugurale tra Cina e Oman. Il 5 dicembre 2018 viene selezionato tra gli arbitri della Coppa d'Asia 2019 negli Emirati Arabi Uniti.
Nel 2021 partecipa al torneo di calcio delle Olimpiadi di Tokyo 2020, dove dirige anche la finale tra Brasile e Spagna. Sempre nel 2021 dirige la finale della Coppa del mondo per club FIFA tra Chelsea e Palmeiras.
Nel 2022 viene selezionato ufficialmente dalla FIFA per i mondiali di Qatar 2022.